# Calamus vitiensis
Calamus vitiensis là loài thực vật có hoa thuộc họ Arecaceae. Loài này được Warb. ex Becc. mô tả khoa học đầu tiên năm 1908.

## Gallery

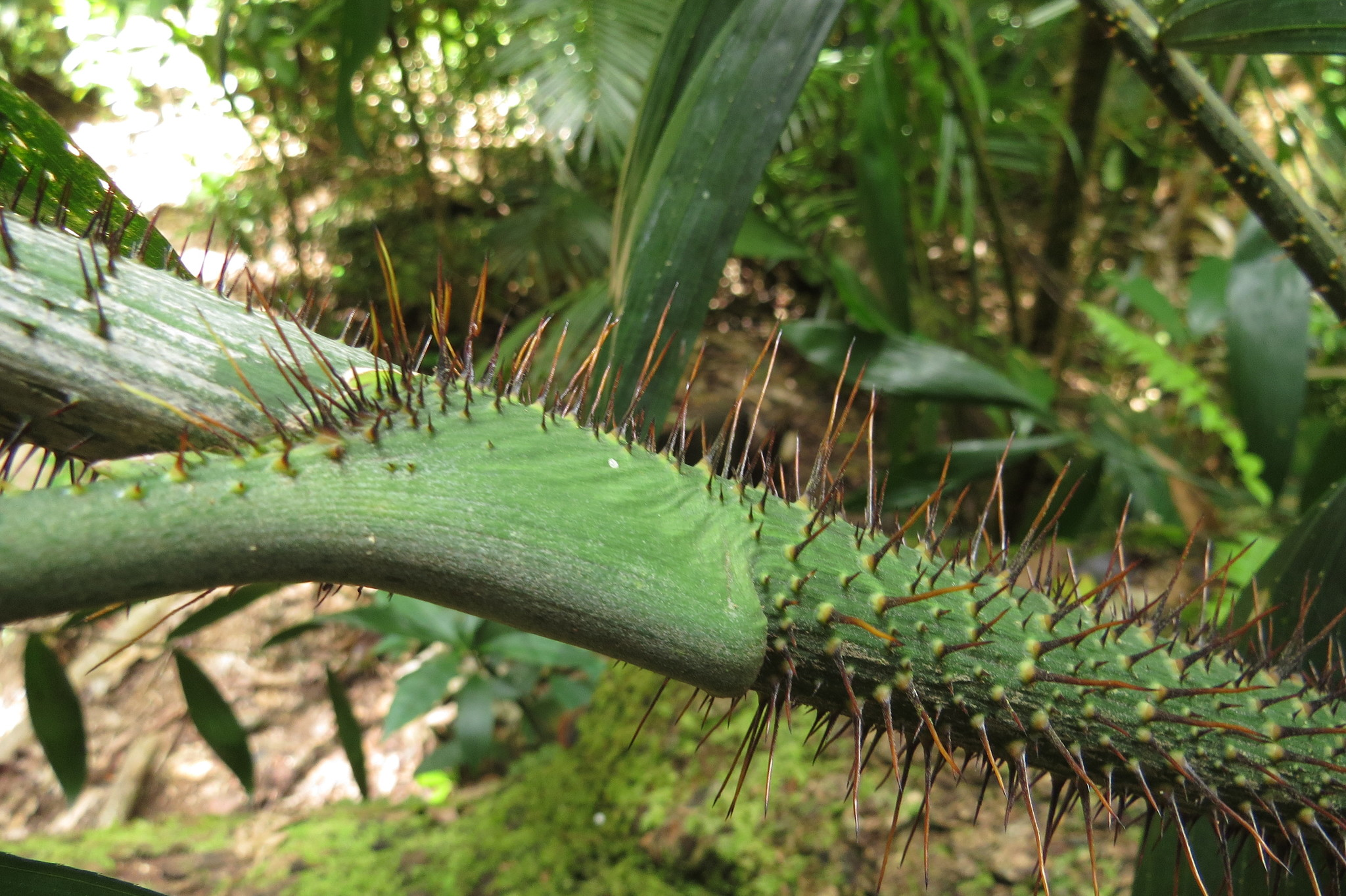
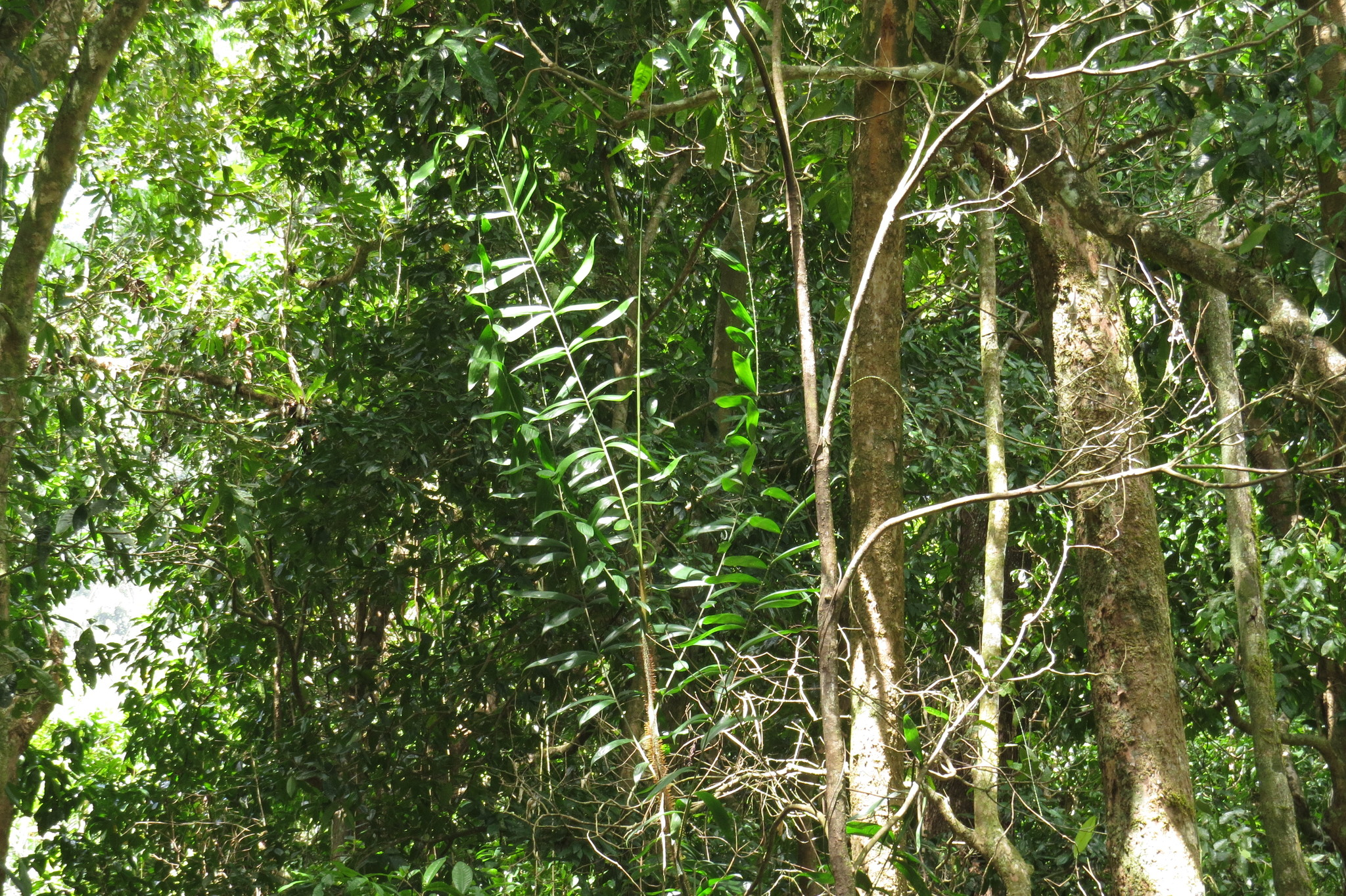
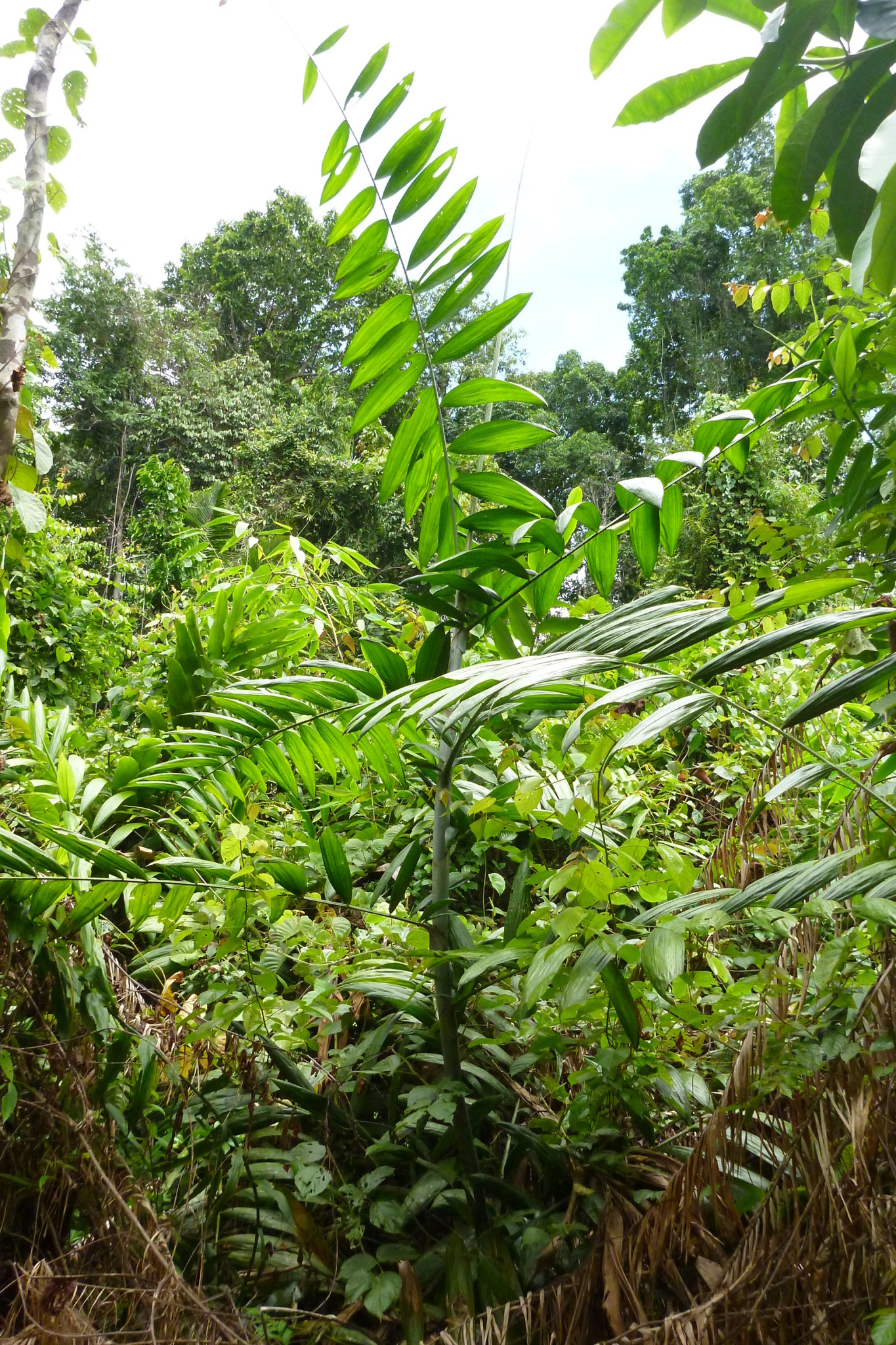